# 細川満元
細川 満元（ほそかわ みつもと）は、室町時代前期の守護大名。室町幕府11代管領。摂津国・土佐国・讃岐国・丹波国・和泉国（上半国）守護。通称は五郎。官位は右馬頭、右京大夫。細川京兆家8代当主。

## 略歴
細川頼元の長男として誕生。幼名は聡明丸、のち元服に際して3代将軍・足利義満より偏諱を受け満元に改名。
応永4年（1397年）、父の死去により家督を継ぎ、摂津・土佐・讃岐・丹波の守護となる。
応永6年（1399年）に起きた応永の乱後、和泉国上半国の守護に任じられた。
応永19年（1412年）3月に管領職に就任した。就任中の北畠満雅の反乱、上杉禅秀の乱、足利義嗣の殺害事件、有力守護大名と4代将軍・足利義持及び側近の富樫満成との対立など様々な問題が起こったが、満元は義持をよく補佐してこれを全て処理し、守護連合制度の確立に努めた。
応永28年（1421年）7月に管領を辞任、5年後の応永33年（1426年）10月16日、49歳で死去した。
満済は『満済准后日記』で満元について「天下の重人なり、御政道等一方の意見者」と記し、公家の中山定親も日記『薩戒記』で「執政の器」と評しており、満元が公家からも武家からも幕政における重鎮と評されていたことを示している。

## 邸宅跡地
満元の没後、邸宅跡にはその法名にちなむ「岩栖院」（がんすいん）という寺院が造営された（現代も岩栖院町という町名が残る）。1610年、岩栖院は南禅寺に移転し、この場所は後藤長乗に与えられた。このとき整備された庭園を擁翠園という。

## 世阿弥との関係
満元は世阿弥と交流があった。

## 本興寺
応永27年（1420年）、満元は日隆を開山として、本興寺を開創した。

## 系譜
- 父：細川頼元（1343-1397）
- 母：赤松則祐娘
- 室：不詳
  - 嫡男：細川持元（1399-1429）
  - 次男：細川持之（1400-1442）
  - 三男：細川持賢（1403-1468）

- 後に応仁の乱で東軍の大将となる細川勝元は孫にあたる。